# 來島長親
來島長親（日语：／ Kurushima Nagachika，1582年—1612年4月15日）是日本安土桃山時代至江戶時代初期大名。豐後森藩初代藩主。

## 生平
在慶長2年（1597年）因為父親通總於慶長之役中戰死而繼任家督。在慶長5年（1600年）的關原之戰中屬於西軍而被沒收所領。不過因為妻子的伯父福島正則通過本多正信聯絡，於是在慶長6年（1601年）被江戶幕府賜予豐後國的內陸部份地方、以及森（現今大分縣玖珠郡玖珠町）1萬4千石。一說這亦是透過友好的大坂商人幫忙說服。而且把名字改為康親（受將軍德川家康的一字拜領）。領有外飛地的大分灣的頭成港，不過大半部份領地都不是屬於海邊，於是水軍來島氏就這樣迎來終結。在慶長17年（1612年）病死。享年31歲。
來島氏在長親的長男通春時代於元和2年（1616年）改姓久留島，一直存續至明治時代。在明治至昭和的童話作家久留島武彦就是其末裔。